# Voivodia de Bełz
A Voivodia de Bełz (polonês: województwo bełskie, latim: Palatinatus Belzensis) foi uma unidade da divisão administrativa e governo local da Polônia desde o século XIV até as partições da Polônia em 1772-1795. Juntamente com a voivodia da Rutênia fazia parte da província da Rutênia Vermelha.

## Governo municipal
Sede do governo da voivodia (Wojewoda):
- Bełz

Conselho regional (sejmik generalny) para todas as terras rutenas:
- Sądowa Wisznia

Sede do Conselho regional (sejmik poselski i deputacki):
- Bełz

## Divisão administrativa
- Condado de Bełz, (powiat bełzski) -  Bełz
- Condado de Grabowiec, (powiat grabowiecki) - Grabowiec
- Condado de Horodło, (powiat horodelski) -  Horodło
- Condado de Lubaczów, (powiat lubaczowski) -  Lubaczów
- Terra de Busk, (ziemia Buska) - Busk

## Voivodas
- Mikołaj Sieniawski (ca.1489-1569)
- Jan Firlej (ca.1521-1574)
- Rafał Leszczyński (1579-1636)
- Jakub Sobieski (1580-1646)
- Dymitr Jerzy Wiśniowiecki (1631-1682)
- Adam Mikołaj Sieniawski (1666-1726)
- Stanisław Mateusz Rzewuski (1642-1728)

## Voivodias vizinhas e regiões
- Voivodia da Rutênia
- Voivodia da Volínia
- Voivodia de Lublin